# Марк Дельгадо
Марко Антоніо Дельгадо (ісп. Marco Antonio Delgado; нар. 16 травня 1995, Глендора, Каліфорнія), більш відомий як Марк Дельгадо (англ. Mark Delgado) — американський футболіст, півзахисник клубу MLS «Лос-Анджелес». Виступав за збірну США.

## Клубна кар'єра
Вихованець клубу MLS «Чівас США». 2 квітня 2012 року клуб підписав з ним контракт за правилу доморощенного гравця. Його професійний дебют відбувся 4 жовтня у матчі проти «Ванкувер Вайткепс», в якому він вийшов на заміну на 73-й хвилині. 18 травня 2014 року у поєдинку проти «Далласа» він забив свій перший гол у професійній кар'єрі.
Після того, як «Чівас США» був розформований, 19 листопада 2014 року на драфті розформування MLS Дельгадо був обраний клубом «Торонто». За канадський клуб він дебютував 7 травня 2015 року у матчі Першості Канади проти «Монреаль Імпакт». 12 липня у поєдинку проти «Нью-Йорк Сіті» він забив свій перший гол за «Торонто». 18 жовтня 2016 року Дельгадо продовжив контракт із «Торонто». У сезоні 2017 року він став володарем Кубка MLS.
21 січня 2022 року Дельгадо був придбаний клубом «Лос-Анджелес Гелаксі» за $400 тис. у загальних розподільчих коштах, а також додаткові $100 тис. за умови досягнення ним певних показників, підписавши з клубом трирічний контракт до кінця сезону. За «Лос-Анджелес Гелаксі» він дебютував 27 лютого в матчі стартового туру сезону 2022 проти «Нью-Йорк Сіті». 8 травня в матчі проти «Остіна» він забив свій перший гол за «Лос-Анджелес Гелаксі». Після закінчення сезону 2024 «Гелаксі», який став чемпіоном Кубка MLS, активував опцію продовження контракту з Дельгадо на сезон 2025.
22 січня 2025 року Дельгадо перейшов у «Лос-Анджелес» за $ 400 тис. в загальних розподільчих коштах. За «Лос-Анджелес» він дебютував 18 лютого в першому матчі першого раунду Кубка чемпіонів КОНКАКАФ 2025 року проти «Колорадо Репідз». У матчі-відповіді проти «Колорадо» 25 лютого він забив свій перший гол за «Лос-Анджелес».

## Міжнародна кар'єра
Дельгадо народився у Сполучених Штатах у мексиканських батьків, що давало йому право представляти як Мексику, так і Сполучені Штати. У 13 років він перебував у збірній США U-15. Згодом Дельгадо представляв Сполучені Штати на рівнях до 17 і до 18 років.
У 2015 році у складі молодіжної збірної США до 20 років Дельгадо взяв участь у молодіжному чемпіонаті світу в Новій Зеландії. На турнірі він зіграв у п'яти матчах і дійшов з командою до півфіналу.
27 березня 2018 року в товариському матчі проти збірної Парагваю Дельгадо дебютував за національну збірну США. Загалом за збірну того року провів 6 ігор.

## Досягнення
«Торонто»
- Чемпіон MLS (володар Кубку MLS): 2017
- Переможець регулярного чемпіонату MLS: 2017
- Переможець Першості Канади (3): 2016, 2017, 2018

«Лос-Анджелес Гелаксі»
- Чемпіон MLS (володар Кубку MLS): 2024